# Ferrovia Mombasa-Nairobi
La ferrovia Mombasa-Nairobi (in inglese Mombasa-Nairobi Railway e in swahili Reli Mombasa-Nairobi) è una linea ferroviaria keniana a scartamento normale che collega il porto e la città di Mombasa con la capitale Nairobi.

## Storia

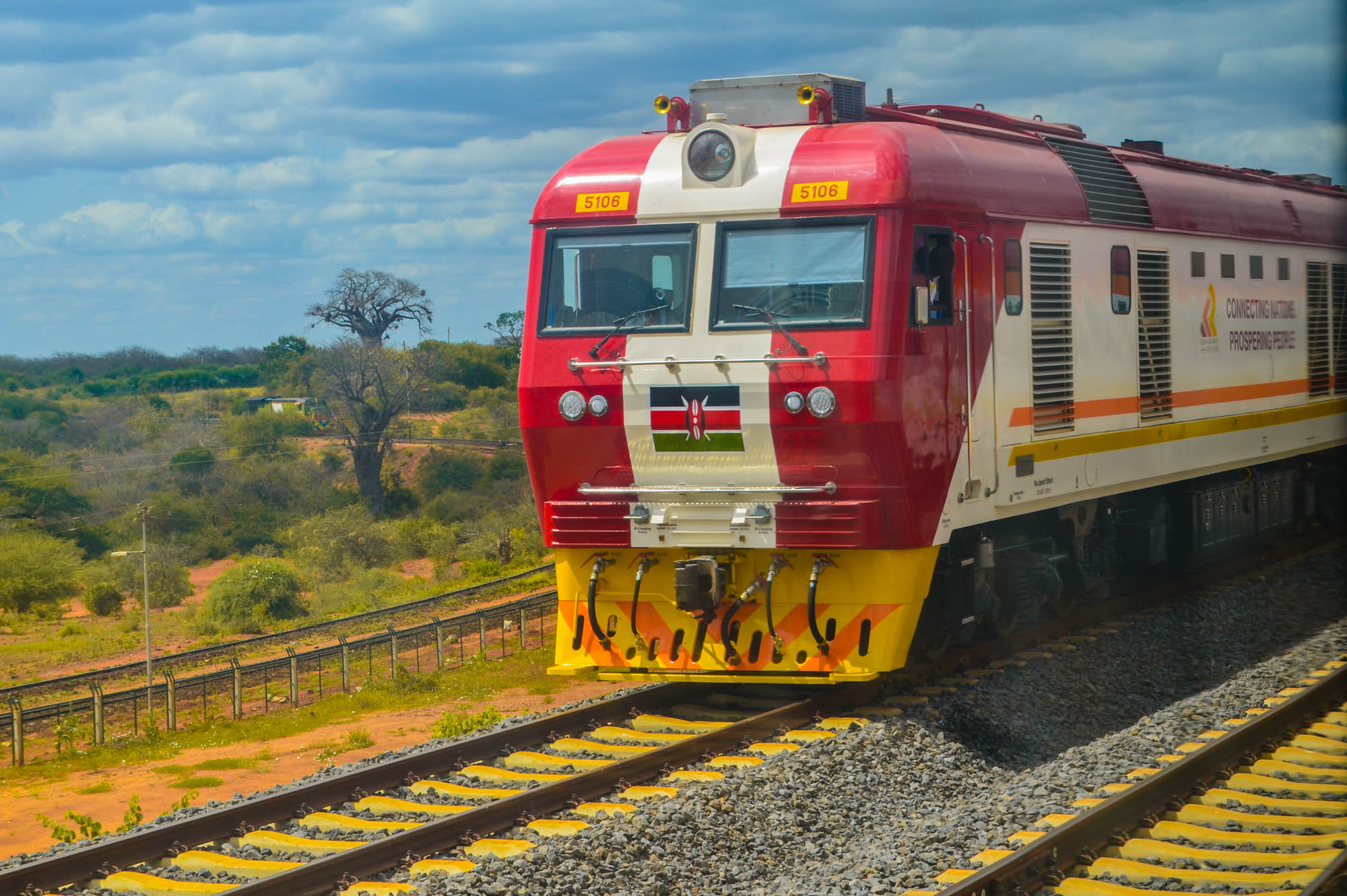
Uno dei nuovi treni nel 2017.

Nel 2011 il governo del Kenya siglò un memorandum con la China Road and Bridge Corporation (CRBC) per la costruzione di una linea ferroviaria a scartamento normale tra le due principali città del paese, Mombasa e Nairobi. Nel maggio 2014 furono raccolti i fondi necessari, di cui il 90% fornito dalla Export–Import Bank of China e il restante 10% dal governo keniano.
I lavori di costruzione iniziarono nel settembre 2014 e nel dicembre 2016 fu completata la posa dei binari e furono consegnate le prime tre locomotive destinate alla linea. Il 31 maggio 2017 la ferrovia venne inaugurata alla presenza del presidente del Kenya Uhuru Kenyatta e il giorno successivo fu attivato il servizio passeggeri sulla linea. Il 1º gennaio 2018 la ferrovia venne aperta anche al traffico merci.

## Finanziamento
Il costo del progetto della prima fase della Ferrovia Mombasa-Nairobi è stato finanziato al 90% dalla Export–Import Bank of China. Il resto del costo del progetto è stato finanziato dal governo keniano. Il finanziamento di 3,23 miliardi di dollari di Exim Bank è stato completato nel maggio 2014. Exim Bank ha finanziato con due prestiti di 1,60 e 1,63 miliardi di dollari. Uno dei prestiti era sotto forma di aiuto estero fornito su base agevolata (tasso di interesse molto basso), mentre l'altro era un credito per l'esportazione al di sotto del tasso di mercato.
Una condizione imposta dal governo keniano per il finanziamento era che il 40% dei costi totali del progetto sarebbero stati spesi per forniture locali tra cui sabbia, cemento, cavi elettrici, ferro zincato e acciaio.
Una condizione posta da Exim Bank per il prestito era di avere un gestore accettabile per la banca per la fase iniziale delle operazioni, il che ha portato il governo keniano a rifiutare una prevista gara d'appalto e ad affidare la gestione a China Communications Construction Company (CCCC), società madre di CRBC.